# Санджулиано, Ракеле
Ракеле Санджулиано (итал. Rachele Sangiuliano; р. 23 июня 1981, Новента-ди-Пьяве, провинция Венеция, область Венеция, Италия) — итальянская волейболистка. Связующая. Чемпионка мира 2002.

## Биография
Игровая карьера Ракеле Санджулиано началась в 1996 году в 15-летнем возрасте в молодёжной команде «Сан-Дона», выступавшей в серии С2 чемпионата Италии. Со следующего сезона волейболистка выступала уже за основную команду клуба, игравшую в серии А2 (второй по значимости дивизион итальянского волейбольного первенства). В 2001 Санджулиано заключает контракт с «Форли», с которой в 2002 выходит в серию А1. За «Форли» спортсменка играла на протяжении 5 сезонов (до 2006). В этот же период (2002—2003) входила в национальную сборную Италии, с которой в 2002 году стала чемпионкой мира, а в 2003 приняла участие в Гран-при, чемпионате Европы и Кубке мира.
После 2006 Санджулиано выступала за различные команды Италии, а в 2011—2012 — за французский «Канне-Рошвиль». После сезона, проведённого во Франции, волейболистка приняла решение о завершении игровой карьеры.

### Клубная карьера
- 1996—2001 —  «Грандзотто»/«Омега» (Сан-Дона-ди-Пьяве);
- 2001—2006 —  «Форли»;
- 2006—2007 —  «Меджиус Воллей» (Падуя);
- 2007—2008 —  «Лайф Воллей» (Милан);
- 2008—2009 —  «Сантерамо»;
- 2009—2011 —  «Дзоппас Индастриес»/«Спес Воллей» (Конельяно);
- 2011—2012 —  «Канне-Рошвиль» (Ле-Канне).

## Достижения

### Со сборными Италии
- чемпионка мира 2002.
- чемпионка Европы среди молодёжных команд 1998.

## Награды
- Кавалер ордена «За заслуги перед Итальянской Республикой» (8 ноября 2002)[1].
- Золотая цепь «За спортивные заслуги» (11 ноября 2004).